# Heike Singer
Heike Singer (14 luglio 1964) è un'ex canoista tedesca.

## Palmarès

### Olimpiadi
- 1 medaglia:
  - 1 oro (Seul 1988 nel K4 500 metri)

### Mondiali
- 3 medaglie:
  - 3 ori (Mechelen 1985 nel K4 500 metri; Plovdiv 1989 nel K2 500 metri; Plovdiv 1989 nel K4 500 metri)